# Hermann Fischer (Germanist)

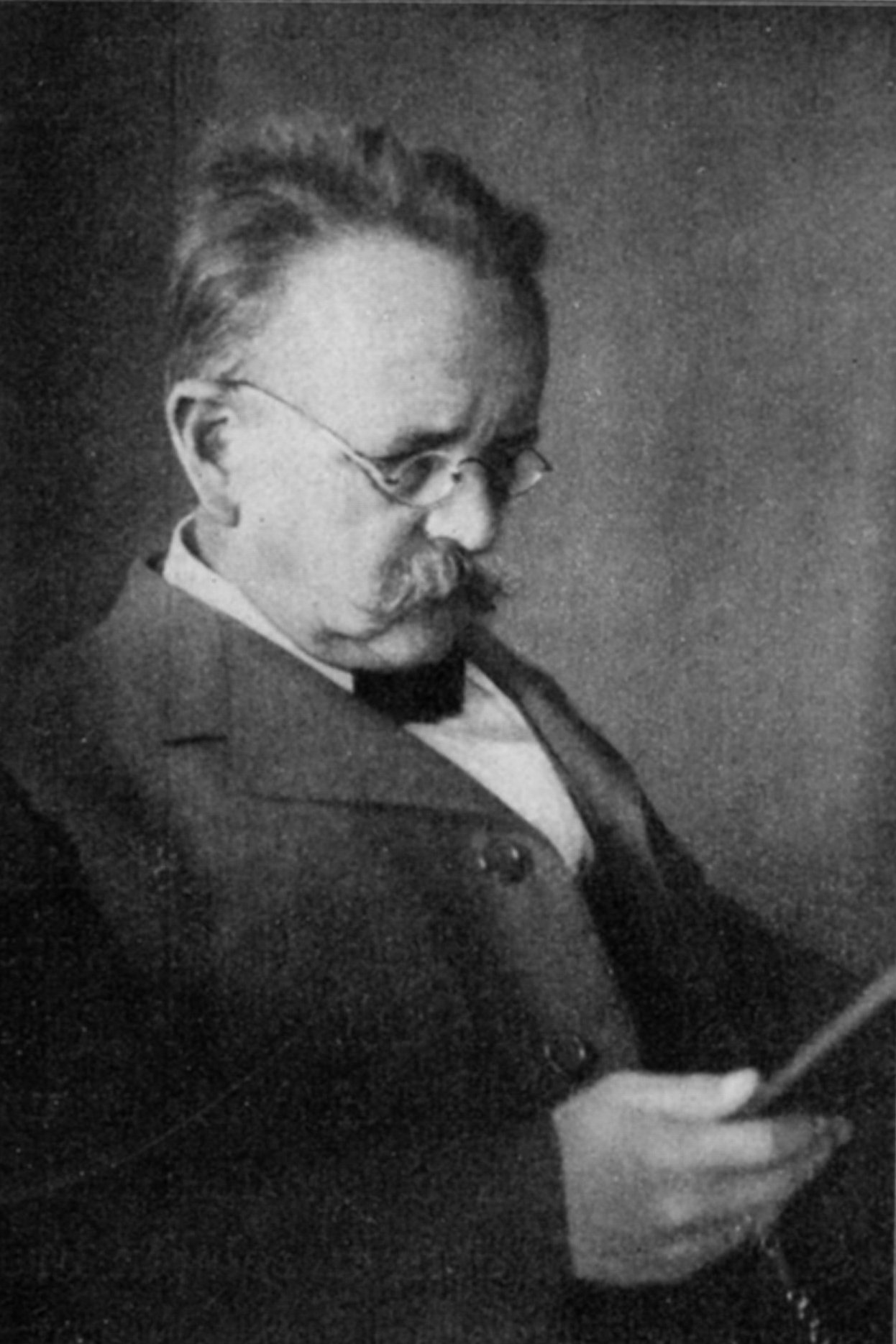
Hermann Fischer, um 1913

Hermann Fischer, ab 1902 von Fischer, (* 12. Oktober 1851 in Stuttgart; † 30. Oktober 1920 in Tübingen) war ein deutscher Germanist, Dialektforscher und Lexikograph. 

## Leben
Fischers Vater, der Dichter Johann Georg Fischer, war Reallehrer und Sohn eines Zimmermanns; die Mutter war Tochter des Pfarrers Ludwig August Neubert. Hermann Fischer besuchte in Stuttgart das humanistische Gymnasium und danach das niedere theologische Seminar in Blaubeuren. 1869 zog er in das Tübinger Stift ein, wo er zahlreiche geisteswissenschaftliche Fächer besuchte und Mitglied der Tübinger Königsgesellschaft Roigel war. Fischer promovierte am 6. August 1873 mit einer Arbeit über die Entstehung des Nibelungenliedes. Gleich anschließend arbeitete er vorerst als Lehrer am humanistischen Gymnasium in Stuttgart, erhielt dann aber 1874 ein Freisemester zugesprochen, um an der Universität Leipzig bei Friedrich Zarncke studieren zu können. Nach Tübingen zurückgekehrt, unterzog er sich der Prüfung für das Professorat an Gelehrtenschulen. Seit 1875 war Fischer Bibliothekar an der Königlichen Öffentlichen Bibliothek in Stuttgart. 1877 heiratete er in Stuttgart Julie Schmitz (1854–1936), die Tochter eines deutschen Kaufmanns in Genua; der Ehe entsprossen sechs Kinder.

## Schaffen und Wirken
1882 übertrug Adelbert von Keller die Weiterführung seiner Sammlung des schwäbischen Sprachschatzes auf Fischer. 1885 übernahm dieser, ebenfalls von Keller, die Leitung des Stuttgarter Litterarischen Vereins, und 1888 trat er – nach einem sechsjährigen Zwischenspiel Eduard Sievers’ – auch Kellers Nachfolge auf dem Tübinger Lehrstuhl für germanische Philologie an.
Für Fischer wurde die Herausgabe der Wörtersammlung in Form des Schwäbischen Wörterbuchs zum Lebenswerk, dem er sich von 1883 bis zu seinem Tod im Jahr 1920 widmete, allerdings ohne es selbst vollenden zu können. Erst 1936 wurde das Werk von Wilhelm Pfleiderer, einem Mitarbeiter Fischers, mit Herausgabe des siebten und letzten Bandes abgeschlossen. Eine einbändige Bearbeitung des Schwäbischen Wörterbuchs liegt seit 1986 (1. Auflage) unter dem Titel Schwäbisches Handwörterbuch vor.
1902 wurde Hermann von Fischer mit dem Ehrenkreuz des Ordens der württembergischen Krone ausgezeichnet, welches mit dem persönlichen Adelstitel verbunden war. Seit 1913 war er korrespondierendes Mitglied der Bayerischen Akademie der Wissenschaften.

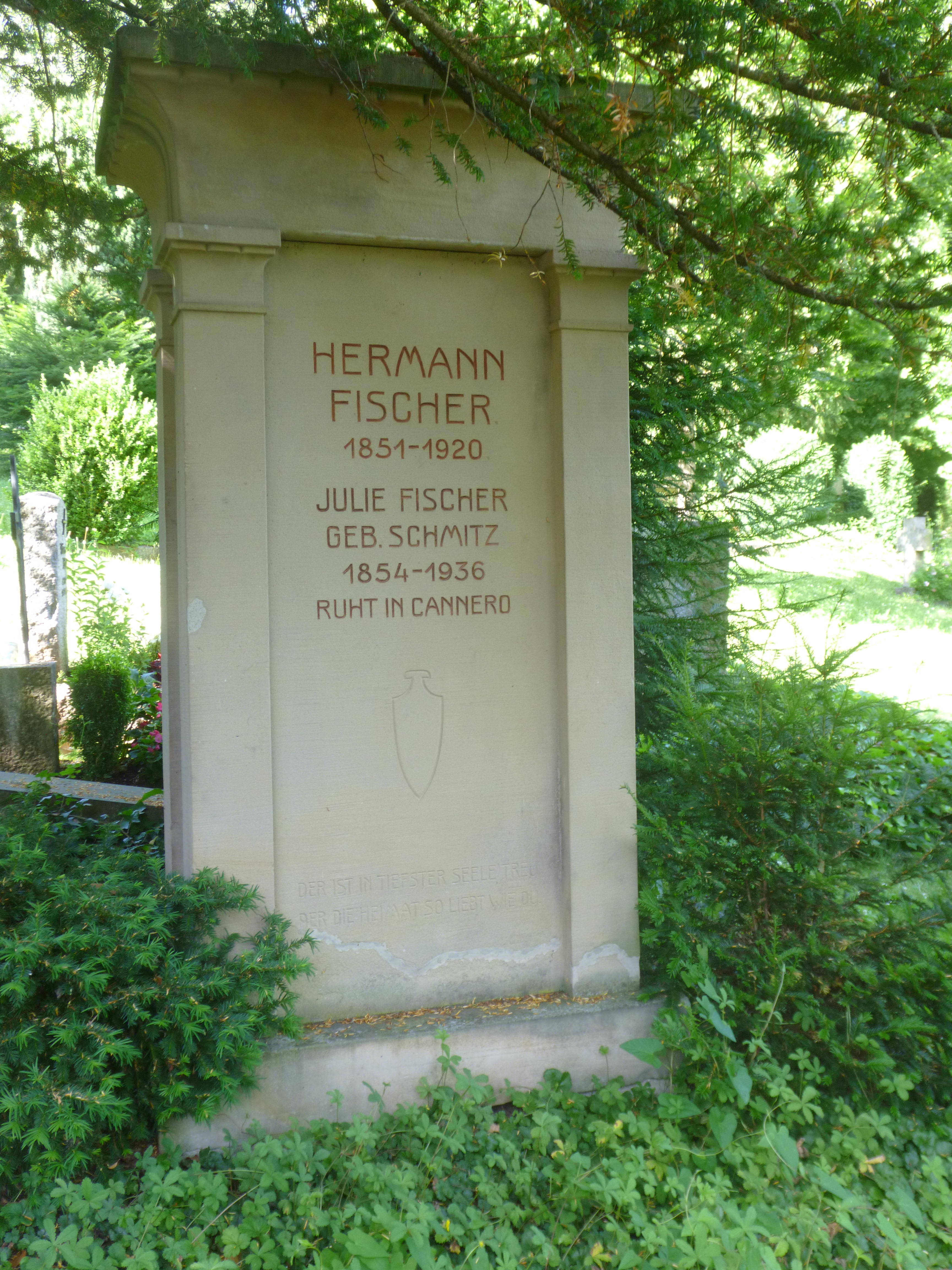
Grab auf dem Stadtfriedhof Tübingen

## Schriften (Auswahl)
- Zur Geschichte des Mittelhochdeutschen. Tübingen 1889.
- Geographie der schwäbischen Mundart. Tübingen 1895.
- Beiträge zur Litteraturgeschichte Schwabens. Tübingen 1899.
- Schwäbisches Wörterbuch auf Grund der von Adalbert von Keller begonnenen Sammlungen. Band I–VI.2 (fortgeführt und abgeschlossen von Wilhelm Pfleiderer). Tübingen 1904–1936 (1. Lieferung von Band I: 1901); Neudruck ebenda o. J.
- Grundzüge der deutschen Altertumskunde. Leipzig 1908 (= Wissenschaft und Bildung. Band 40).
- Die schwäbische Litteratur im 18. und 19. Jahrhundert. Tübingen 1911.
- Über die Entstehung des Nibelungenliedes. München 1914 (Sitzungsberichte der Königlich Bayerischen Akademie der Wissenschaften).
- Über Gottfried von Straßburg. München 1916 (Sitzungsberichte der Königlich Bayerischen Akademie der Wissenschaften).
- Von den bösen Fremdwörtern und vom guten Deutsch. In: Das humanistische Gymnasium 31, 1920, S. 60–71.

Als Leiter des Litterarischen Vereins gab er überdies zahlreiche Werke heraus, darunter diejenigen von Ludwig Uhland, Theodor Körner und Hermann Kurz sowie Uhlands gesammelte Schwäbische Volkslieder und Georg Rodolf Weckherlins Gedichte.